# Lyktbärare (skulptur)

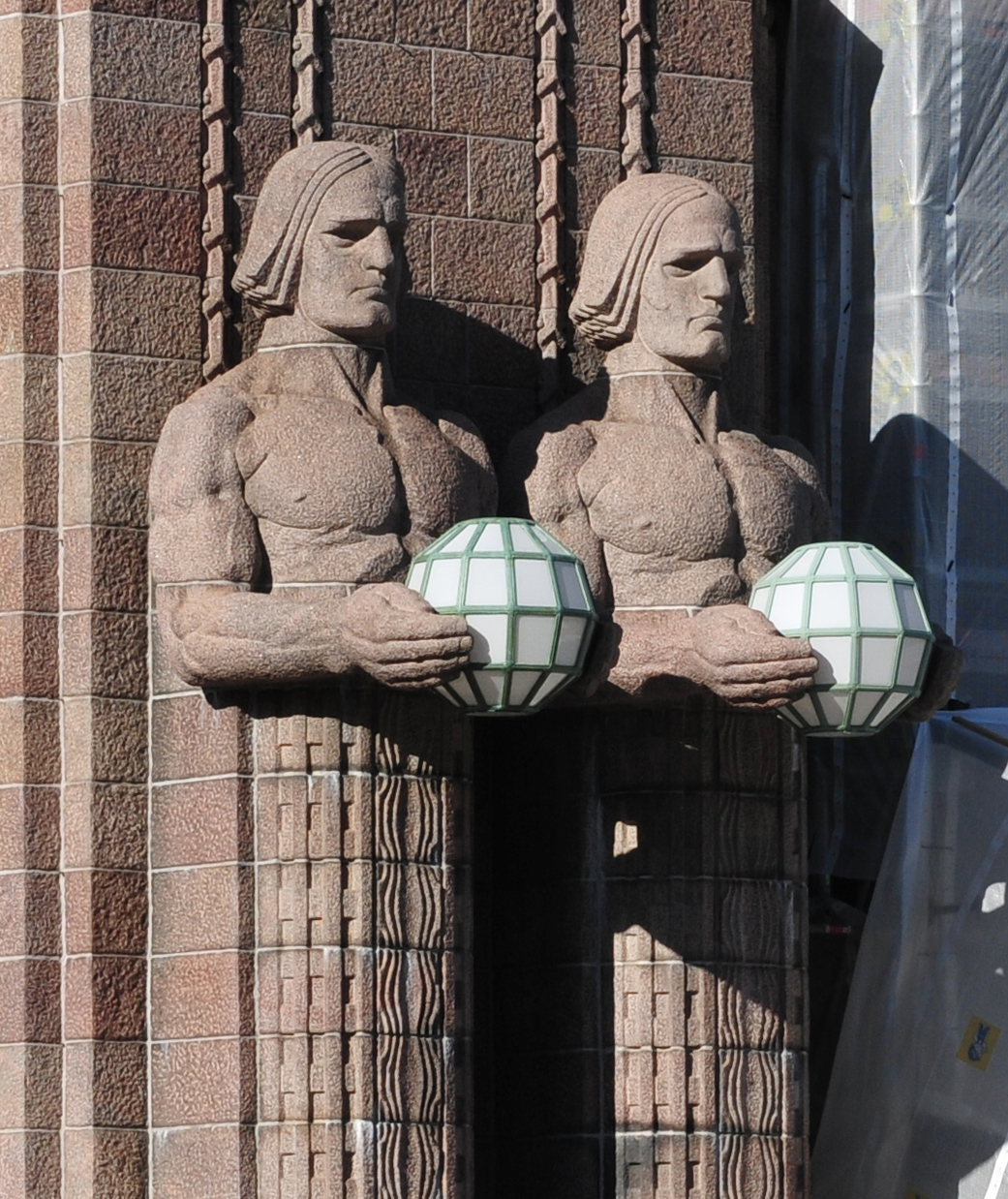
Lyktbärare i Helsingfors.

Lyktbärare (finska: Lyhdynkantajat) är en skulptur vid Helsingfors centralstation i Finland, skapad av Emil Wikström år 1914.
Lyktbärarna är tillverkade av granit och utgör dekorationer som Eliel Saarinen planerade till Helsingfors centralstations jugendfasad. Totalt finns det fyra lyktbärare på järnvägsstationens fasad, troligtvis tillverkade av Ab Granit Oy i Hangö. Skulpturen restaurerades år 2013.

## I kulturen
I kulturen har lyktbärarna medverkat i många reklamkampanjer för Finlands järnvägsbolag, VR. Under en KISS-konsert i Helsingfors år 2017 fick lyktbärarna till och med masker med KISS-sminkning. Under coronapandemin bar lyktbärarna munskydd, och när Finland kom på andra plats i Eurovision Song Contest 2023 kläddes lyktbärarna i Käärijäs gröna bolero.

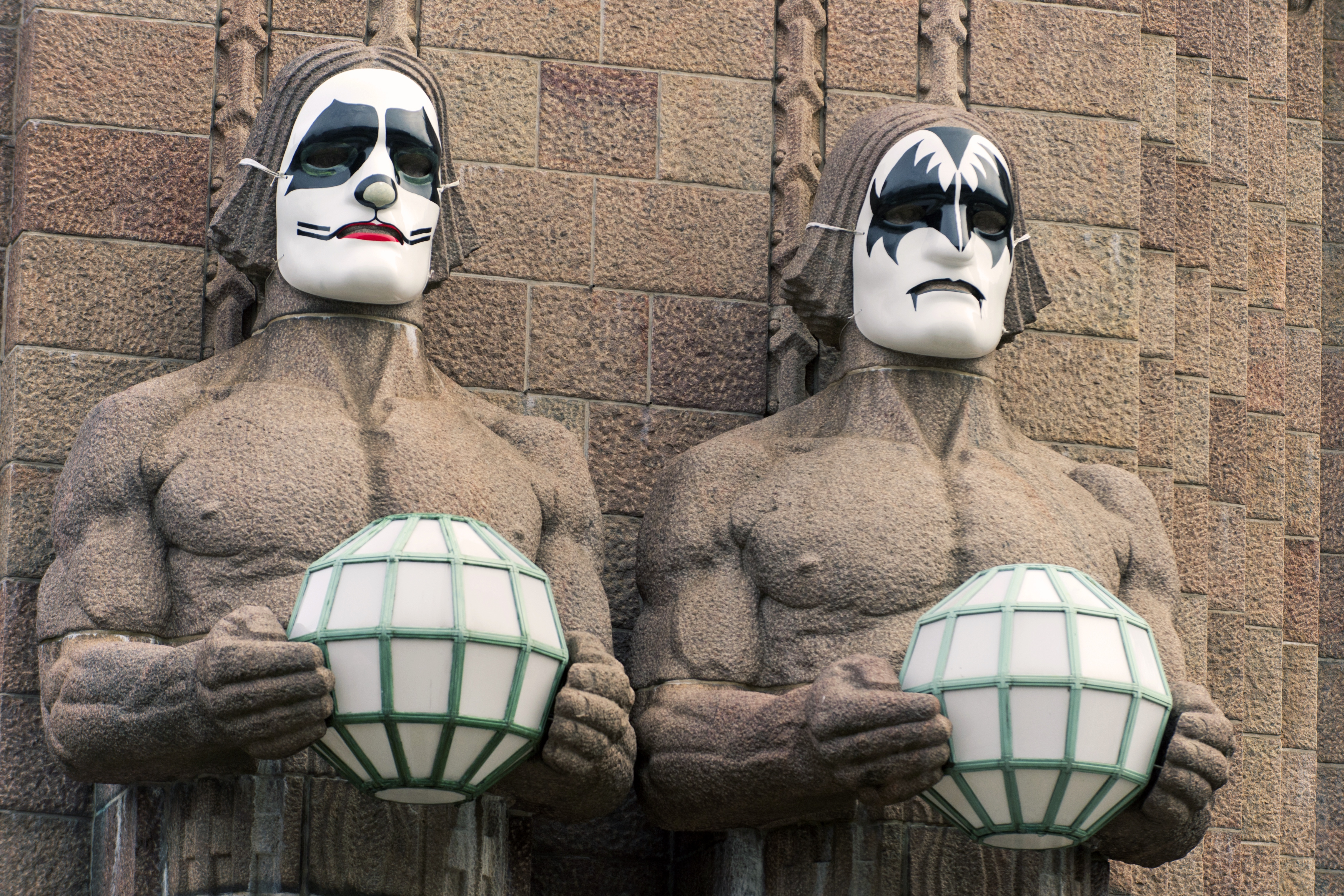
Lyktbärarna med KISS-mask.
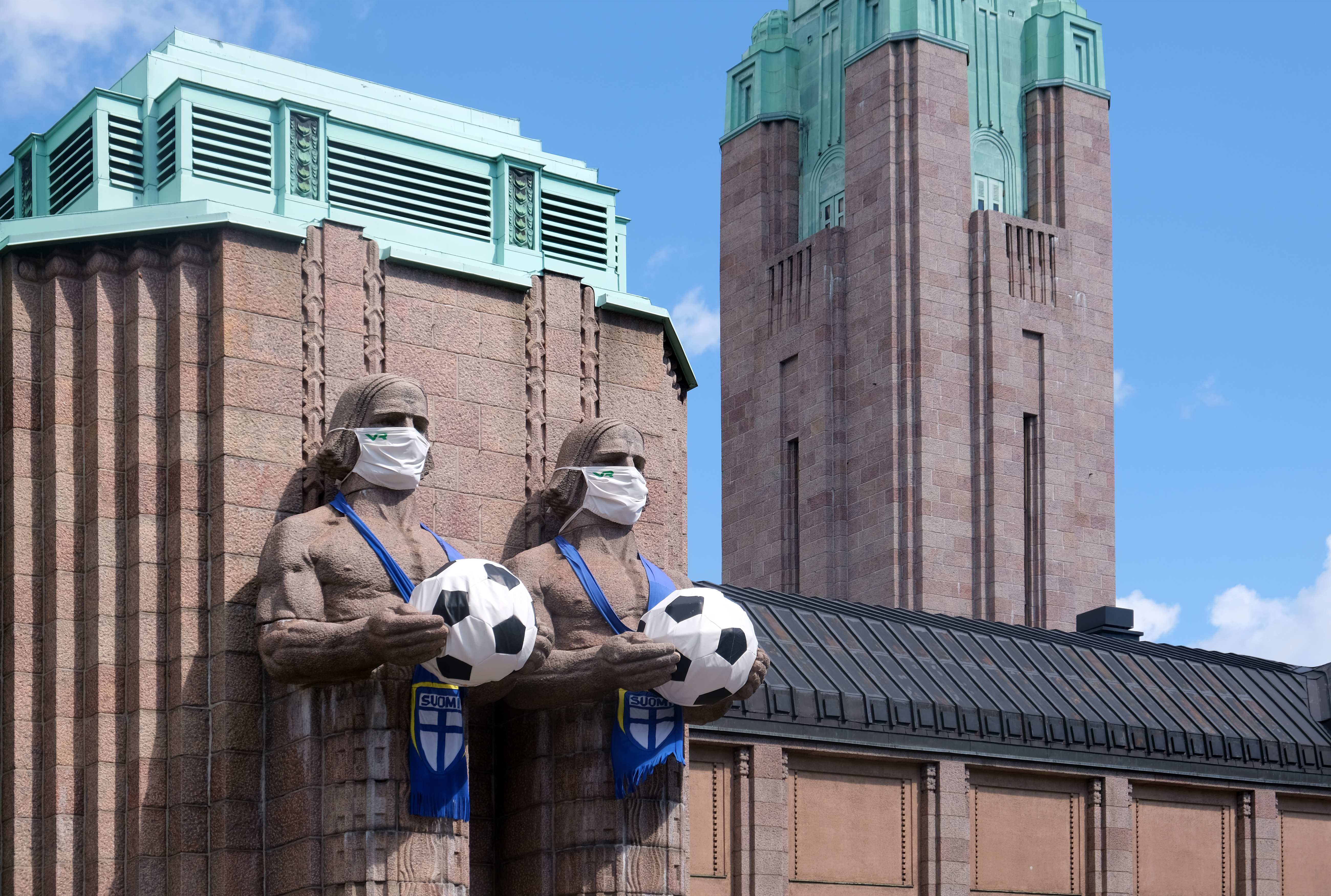
Lyktbärarna med munskydd och EM-fotbollstema.
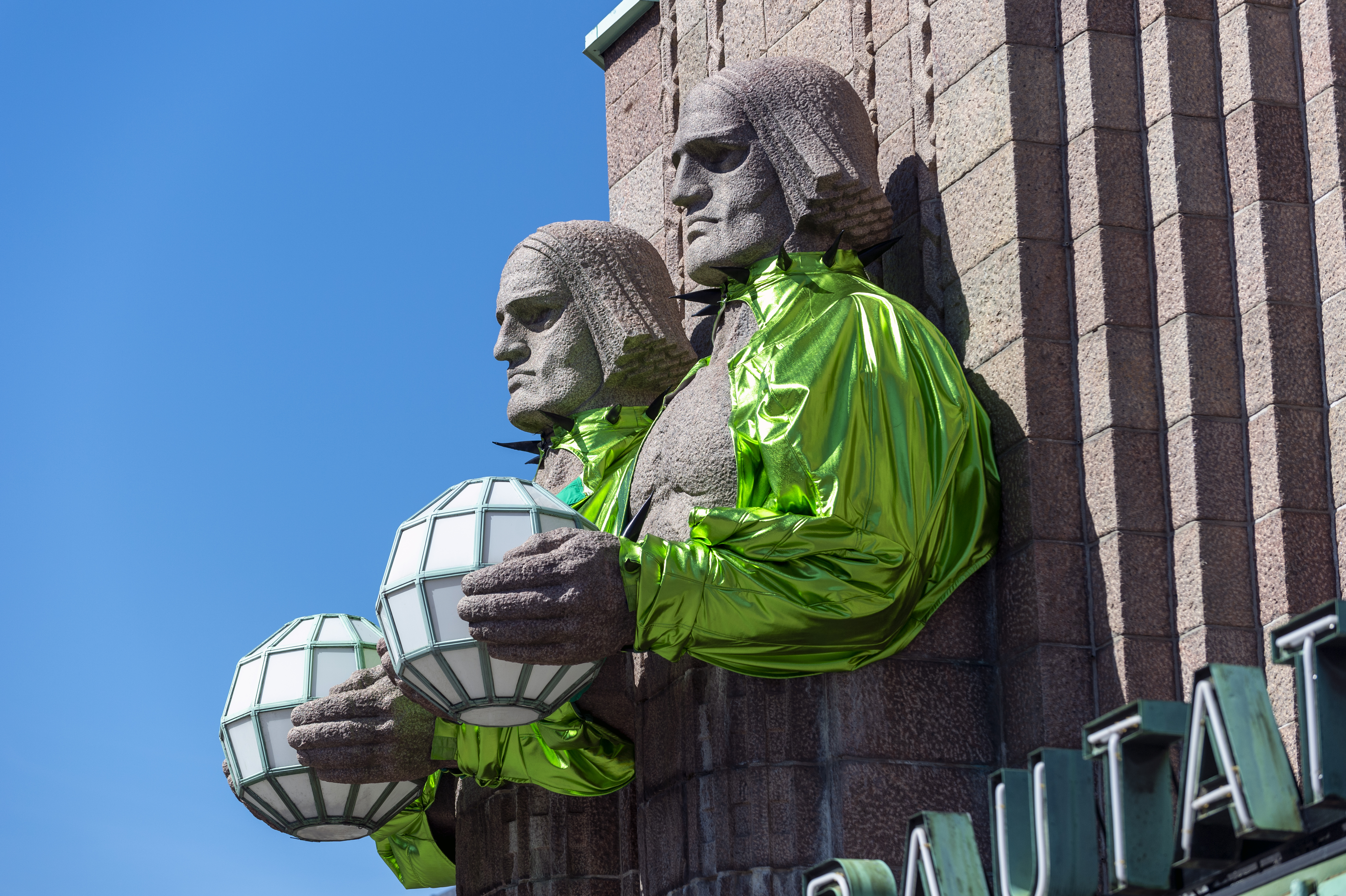
Lyktbärarna med Käärijäs bolero.